# Knapperskär
Knapperskär är en ö i Finland. Den ligger i Finska viken och i kommunen Esbo i den ekonomiska regionen  Helsingfors i landskapet Nyland, i den södra delen av landet. Ön ligger omkring 15 kilometer sydväst om Helsingfors.
Öns area är 5 hektar och dess största längd är 360 meter i öst-västlig riktning. Ön höjer sig omkring 10 meter över havsytan.